# Brodek (dopływ Słupi)
Brodek – struga w Polsce, w województwie pomorskim, przepływająca w granicach powiatów słupskiego – w gminie Dębnica Kaszubska – i bytowskiego – w gminie Kołczygłowy, na Wysoczyźnie Polanowskiej, w Parku Krajobrazowym „Dolina Słupi”, o długości 14,5 km, będąca lewostronnym dopływem Słupi.

## Położenie
Struga przepływa przez obszar gmin Kołczygłowy i Dębnica Kaszubska, przy czym na terenie tej pierwszej leży znaczny jej odcinek, a w granicach tej drugiej tylko fragment ujściowy. Początek bierze ok. 500 m na południe od południowych zabudowań wsi Kołczygłowy, na wysokości ok. 110 m n.p.m. Zgodnie z ewidencją gruntów i budynków płynie przez obręby ewidencyjne: Kołczygłowy, Barnowo, Radusz, Wierszyno i Niemczewo–Goszczyno. Uchodzi lewobrzeżnie do Słupi, na północny zachód od zabudowań Strzegomina, na wysokości 38 m n.p.m.
W podziale kraju na regiony fizycznogeograficzne ciek jest położony na obszarze mezoregionu Wysoczyzna Polanowska, będącego częścią makroregionu Pojezierze Zachodniopomorskie. Mezoregion ten zaliczany jest do typu wysoczyzn młodoglacjalnych w większości o charakterze gliniastym, falistym lub płaskim.

## Hydrologia
Struga ma długość ok. 14,5 km. W podziale na jednolite części wód powierzchniowych zlewnia cieku ma nr RW2000174725722. Według typologii wód powierzchniowych opracowanej przez polskie Ministerstwo Środowiska ciek zaliczono do typu 17 – potok nizinny piaszczysty. W 2018 stan ekologiczny wód sklasyfikowano jako dobry, a stan chemiczny wód jako zły, przy czym spośród badanych substancji priorytetowych jedynie zawartość benzo(a)pirenu w wodzie przekraczała normy.

## Ochrona
Większość strugi leży w granicach Parku Krajobrazowego „Dolina Słupi”, jedynie jej źródłowy odcinek położony jest poza parkiem, ale w obszarze jego otuliny. Ten sam odcinek Brodka przepływa przez obszar specjalnej ochrony ptaków „Dolina Słupi” (PLB220002) powołany w ramach sieci Natura 2000. Część cieku znalazła się w granicach obszaru mającego znaczenie dla Wspólnoty (projektowanego specjalnego obszaru ochrony siedlisk) „Dolina Słupi” (PLH220052).